# Reagan Gomez-Preston
Reagan Gomez-Preston est une actrice américaine née le 24 avril 1980 à Détroit, dans le Michigan (États-Unis).

## Filmographie
- 1995 : Un vendredi de folie (Freaky Friday) (TV) : Heather
- 1996 : Moesha (série télévisée) : Geneva
- 1996 : Jerry Maguire de Cameron Crowe : Tidwell's Cousin
- 1997 : Le Petit Malin (Smart Guy) (série télévisée) : Nina Duperky
- 1998 : Cousin Skeeter (série télévisée) : Binaqua
- 1999 : The Parent 'Hood (série télévisée) : Zaria Peterson
- 1999 : Undressed (série télévisée) : Jackie
- 1999 : Felicity (série télévisée) : Student
- 2000 : The Amanda Show (série télévisée)
- 2000 : Le Flic de Shanghaï (Martial Law) (série télévisée) : Mary
- 2001 : Carmen: A Hip Hopera (TV) : Caela
- 2001 : That '70s Show (série télévisée) : Melissa
- 2002 : La Vie avant tout (série télévisée)
- 2002 : Dead Above Ground : Latrisha McDermont
- 2002 : Sexe et Dépendances (Off Centre) (série télévisée) : Sherry
- 2003 : One on One (série télévisée) : Bernadette
- 2003 : Urgences (ER) (série télévisée) : Gayla
- 2003 : JAG (série télévisée) : Cassie Dupree
- 2003 : L'amour n'a pas de prix (Love Don't Cost a Thing) : Olivia
- 2004 : Never Die Alone : Juanita
- 2004 : Spy Girls (She Spies) (série télévisée) : Kanesha Hamilton
- 2004 : Doing Hard Time (en) (vidéo) : Rayvon Jones
- 2004 : Hair Show : Fiona
- 2004 : Trois 3: The Escort (vidéo) : Lena
- 2005 : Beauty Shop : Woman
- 2005 : Love, Inc. (série télévisée) : Francine
- 2007 : Pour le meilleur et le pire (série télévisée) : Deb
- 2009 : Dough Boys (en) de Nicholas Harvell : Beauty
- 2009 : Sweet Justice : Asia Sterling
- 2009 : Elbows & Vogues : Julia
- 2009 : The Cleveland Show (série télévisée) : Roberta